# ルアイ・サラーハ
ルアイ・サラーハ（アラビア語: لؤي صلاح、Luay Salah、1982年-）は、イラクの元プロサッカー選手、サッカー指導者。現役時代のポジションはFW。元サッカーイラク代表。
日本語では「ルアイ・サラー」「ルアイ・サラ」などとも表記される。

## 来歴

### クラブ
イラクのクウワ・アル・ジャウウィーヤ・クラブでデビューし、2006-2007シーズンはイランのピールーズィー（現ペルセポリスFC）に所属、2007年7月にアルビールSCに移籍、2015年にアル・ザウラーに移籍した。
クウワ・アル・ジャウウィーヤ所属時にはリーグ優勝を1回経験、AFCチャンピオンズリーグ2004に出場し1得点を記録した。
アルビールでは、2007-2008、2008-2009、2011-2012の3度リーグ優勝、2010-2011シーズンは得点王となっている。また、国際戦では、AFCチャンピオンズリーグ2008及びAFCカップ2009、2011、2012、2013、2014に出場し、その全てで得点を記録している。

### 代表
AFCアジアカップ2007優勝メンバーの一人。FIFAコンフェデレーションズカップ2009でも代表入りした。2011年のパンアラブ競技大会のサッカー競技出場。

## タイトル
クラブ
- クウワ・アル・ジャウウィーヤ

イラク・プレミアリーグ 2004-2005
- アルビールSC

イラク・プレミアリーグ 2007-2008、2008-2009、2011-2012
- アル・ザウラーSC

イラク・プレミアリーグ 2015-2016、2017-2018
イラクFAカップ 2016-2017
代表
AFCアジアカップ 2007
個人
イラク・プレミアリーグ得点王 2010-2011